# Europe (navire)
Pour les articles homonymes, voir Europe.
L’Europe est une goélette construit en 1926 par les chantiers Donne et Tardivel de Saint-Malo. En 1962, il effectue un tour du monde sous le patronage officiel du conseil de l'Europe. Il est alors marrainé par la princesse Grace de Monaco. Par la suite, il est rénové à trois reprises et est aujourd’hui amarré à Gruissan.
En 2011, il est labellisé BIP (Bateau d’intérêt patrimonial) par la Fondation du patrimoine maritime et fluvial.

## Histoire
L’Europe est une goélette construit en 1926 par les chantiers Donne et Tardivel de Saint-Malo.
En 1962, il effectue un tour du monde sous le patronage officiel du conseil de l'Europe. Il est alors marrainé par la princesse Grace de Monaco. Par la suite, il est rénové à trois reprises et est aujourd’hui amarré à Gruissan.
En 2011, il est labellisé BIP (Bateau d’intérêt patrimonial) par la Fondation du patrimoine maritime et fluvial.